# Stazione di Genova Via di Francia
Stazione di Genova Via di Francia vasútállomás Olaszországban, Genova településen.

## Vasútvonalak
Az állomást az alábbi vasútvonalak érintik:
- Genova–Ventimiglia-vasútvonal

## Kapcsolódó állomások
A vasútállomáshoz az alábbi állomások vannak a legközelebb:
- Stazione di Genova Sampierdarena
- San Teodoro railway halt
- Stazione di Genova Piazza Principe